# Nogomet na OI 2012.
Nogomet na OI 2012. u Londonu održavao se od 25. srpnja do 11. kolovoza. Utakmice su igrane osim u Londonu u još pet gradova Manchesteru, Glasgowu, Newcastleu, Coventryu i Cardiffu.

## Muški turnir
| Skupina A                                                                 | Skupina B                                    | Skupina C                                     | Skupina D                                |
| ------------------------------------------------------------------------- | -------------------------------------------- | --------------------------------------------- | ---------------------------------------- |
| - Ujedinjeno Kraljevstvo - Senegal - Ujedinjeni Arapski Emirati - Urugvaj | - Meksiko - Južna Koreja - Gabon - Švicarska | - Brazil - Egipat - Bjelorusija - Novi Zeland | - Španjolska - Japan - Honduras - Maroko |

## Ženski turnir
| Skupina A                                                 | Skupina B                        | Skupina C                                       |
| --------------------------------------------------------- | -------------------------------- | ----------------------------------------------- |
| - Ujedinjeno Kraljevstvo - Novi Zeland - Kamerun - Brazil | - Japan - Kanada - Švedska - JAR | - SAD - Francuska - Kolumbija - Sjeverna Koreja |

## Osvajači odličja
| Kategorija | Zlato   | Srebro | Bronca       |
| Muškarci   | Meksiko | Brazil | Južna Koreja |
| Žene       | SAD     | Japan  | Kanada       |